# Chimano
Willis Austin Chimano ist ein kenianischer Sänger und Komponist, der als Mitglied der Band Sauti Sol bekannt wurde und seit den 2020er-Jahren auch als Solokünstler in Erscheinung tritt. Er gilt zudem als bekannte Stimme der kenianischen LGBTQ+-Gemeinschaft und thematisiert in seiner Kunst Fragen von Identität und Akzeptanz.

## Leben
Im Jahr 2018 wurde Chimanos Beziehung durch die Verbreitung eines Fotos mit seinem Partner in sozialen Medien ohne sein Einverständnis öffentlich bekannt gemacht. Im Dezember 2021 erklärte er in kenianischen Medien, dass er Teil der LGBTQ+-Gemeinschaft sei. Laut eigenen Schilderungen erfuhr er Unterstützung durch seine Bandkollegen, war zugleich aber Anfeindungen und Drohungen ausgesetzt; in Kenia sind gleichgeschlechtliche Handlungen weiterhin kriminalisiert. Seither setzt er sich sichtbar für Akzeptanz und Gleichberechtigung queerer Menschen in Kenia und darüber hinaus ein.

## Wirken
Als Gründungsmitglied von Sauti Sol wurde Chimano in Afrika und international bekannt. 2020 schloss die Band einen Plattenvertrag mit Universal Music Africa und veröffentlichte das Album Midnight Train. Im Mai/Juni 2023 kündigte Sauti Sol eine auf unbestimmte Zeit angelegte Pause an, der eine Abschiedstour vorausging.
Chimanos Solo-EP Heavy Is the Crown erschien 2022 und behandelt Themen wie Selbstfindung, Selbstliebe und Akzeptanz. Ein von ihm organisiertes Festival unter dem Titel Love and Harmony wurde im Februar 2022 in Nairobi von der Polizei kurzfristig unter Hinweis auf „Sicherheitsgründe“ abgesagt, was der Künstler als Einschüchterung kritisierte.
Seit 2025 präsentiert Chimano ein Ein-Mann-Programm unter dem Titel Heavy Is the Crown, das Musik und autobiografische Erzählungen verbindet und u. a. in London und Cardiff aufgeführt wurde. Die Show ist Teil der UK/Kenya Season 2025, die vom Africa Centre und Partnern in Kooperation mit dem British Council ausgerichtet wird. Parallel arbeitet Chimano an einer Denkschrift, die im Folgejahr erscheinen soll, sowie an einem Debütalbum mit anvisierter Veröffentlichung im Jahr 2026.